# Hieracium lepidochnoum
Hieracium lepidochnoum es una especie de planta con flor del género Hieracium, de la familia Asteraceae, orden Asterales.

## Distribución
Hieracium lepidochnoum se distribuye por Noruega.

## Taxonomía
Fue descrita científicamente por Omang.
Tratamiento taxonómico
La especie aparece registrada en una sección de la publicación Skr. Norske Vidensk.-Akad. Oslo, Mat.-Naturvidensk. Kl.